# Römersteinbruch Aflenz

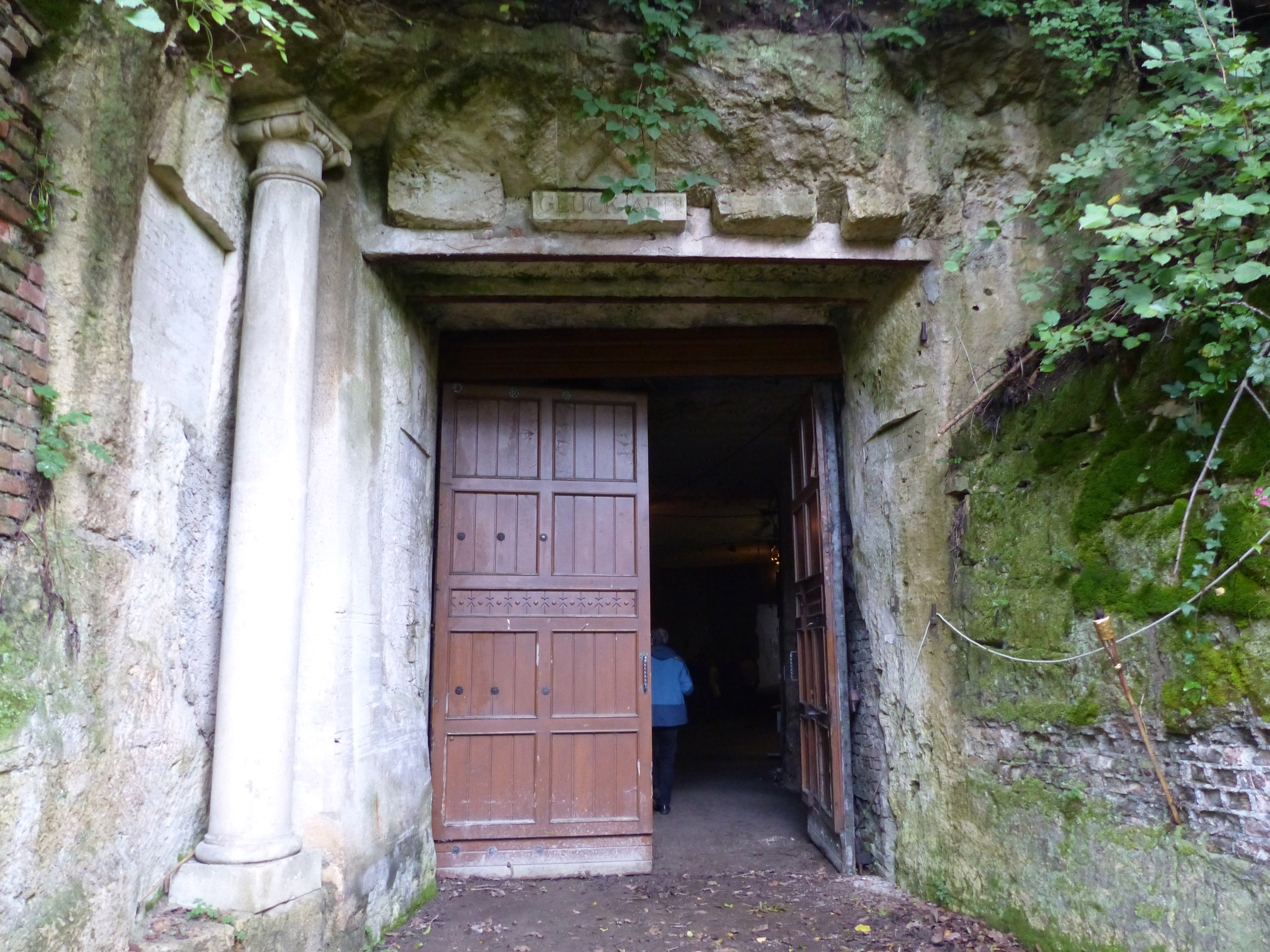
Römersteinbruch Aflenz, Eingang

Der Römersteinbruch Aflenz ist das älteste, heute noch aktive Bergwerk Österreichs. Der Steinbruch wird auch als Römerhöhle Aflenz bezeichnet. Er liegt in der Südsteiermark bei Wagna, zwischen Aflenz an der Sulm und Unterlupitscheni. Abgebaut wird der Aflenzer Stein (oder Aflenzer Quader), ein guter Werkstein aus Kalksandstein. Beim Steinbruch besteht auch das Naturschutzgebiet Wagna, KG Aflenz (Höhle mit Fledermausvorkommen).

## Geschichte

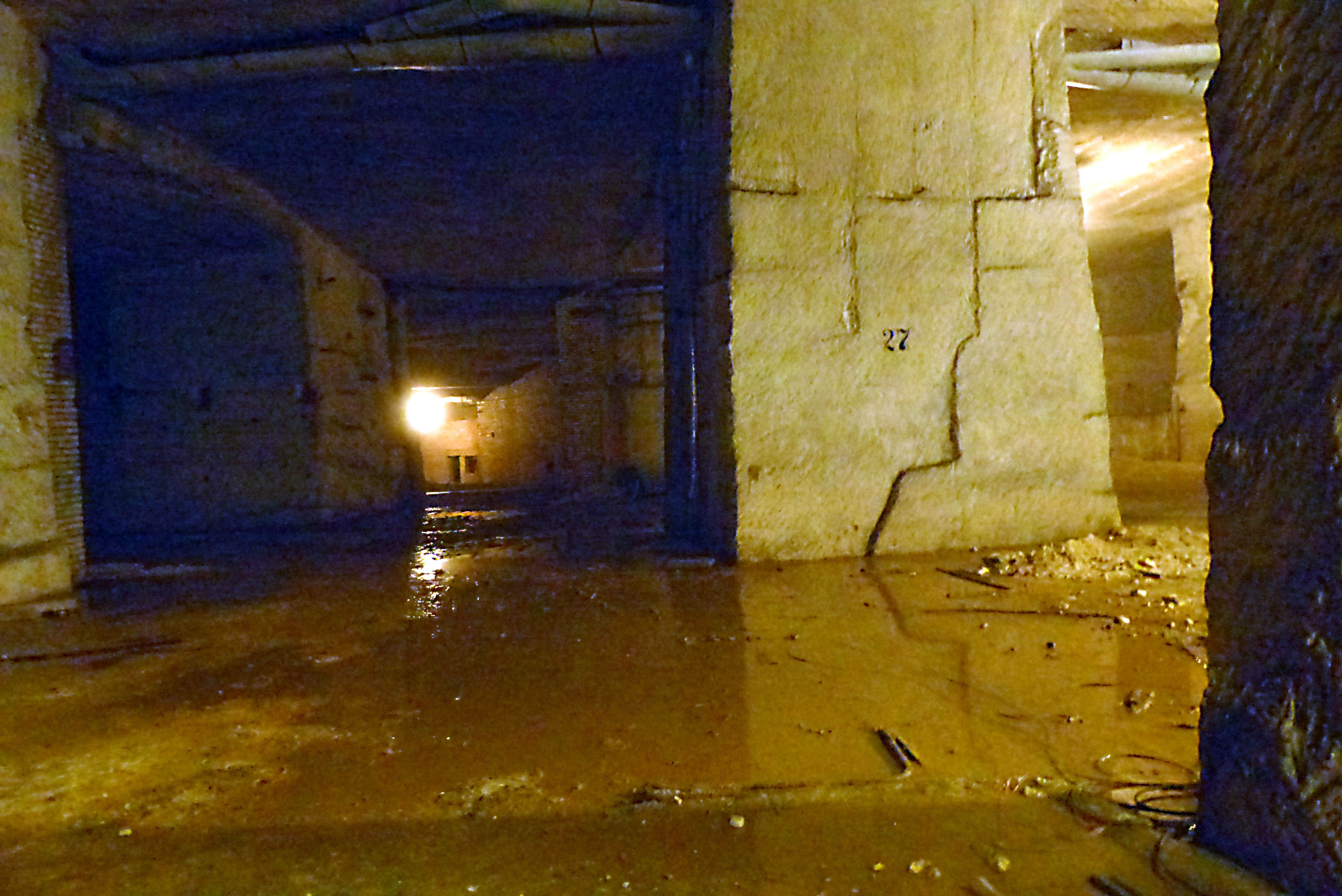
Römersteinbruch in Aflenz an der Sulm

### Entstehung des Kalksandsteins
Vor ca. 15 Millionen Jahren, im Miozän, war das Leibnitzer Feld von einem Meer, der Paratethys überflutet. Es bildeten sich Ablagerungen von kalkabscheidenden Braunalgen, Korallen und Fossilien. Im Laufe der Zeit entstand daraus Kalksandstein, der bis heute im Römersteinbruch unterirdisch abgebaut wird. Dieser Leithakalk des Badenium, der am ganzen Murrand der Windischen Bühel zu finden ist, setzt sich als Riffbank südlich bis zum Steinbruch Retznei (Lafarge Perlmoser) fort (→ Siehe dort ausführlich zur Geologie).

### Der Römersteinbruch

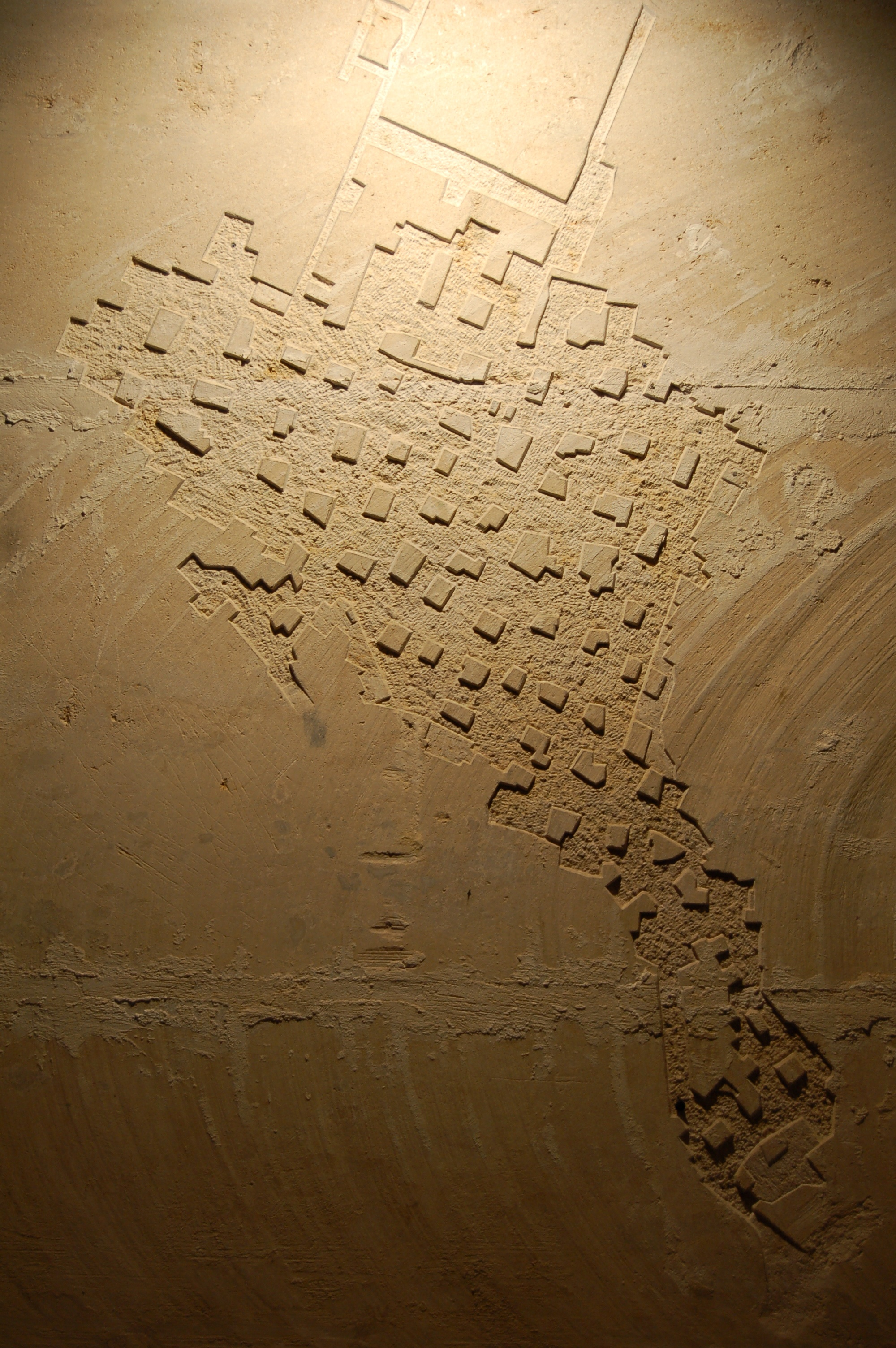
Übersichtsplan des unterirdischen Abbaus

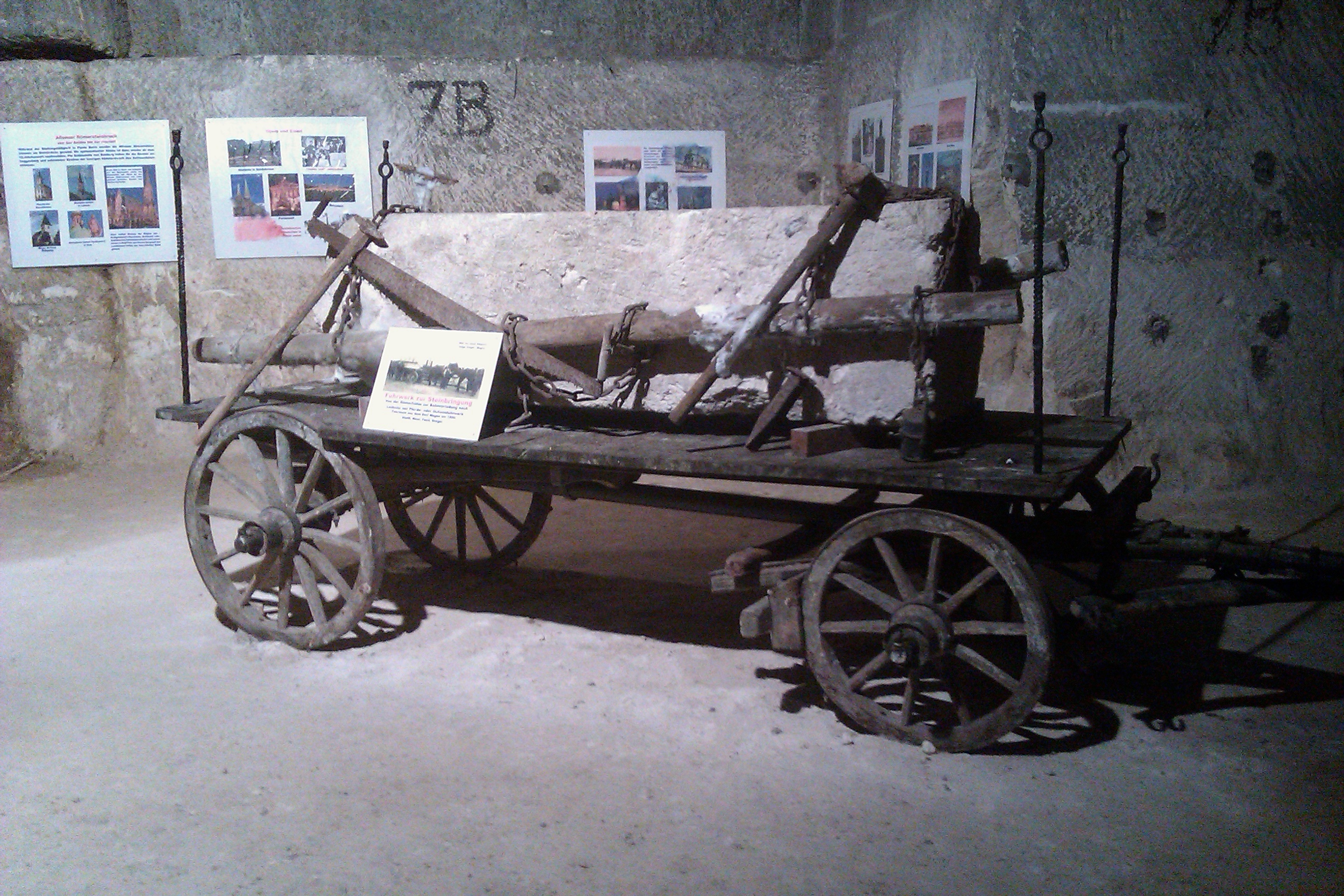
Nachbau eines Wagens zum Transport von Steinen

In dem von den Kelten besiedelten Gebiet wurde etwa um 15 v. Chr. eine Römer-Siedlung gegründet, die 70 n. Chr. vom römischen Kaiser Vespasian zur Stadt erhoben wurde. Die Stadt wurde Flavia Solva benannt. Beispielsweise für den Bau des dortigen Amphitheaters wurden Steinblöcke aus Aflenzer Kalksandstein verwendet. Der Sandstein wurde untertags abgebaut.
Der ursprüngliche Abbau, oberflächennahe Kammern, war im Zweiten Weltkrieg vermauert und mit Steinabfall verräumt worden.

### Mittelalter und frühere Neuzeit
Ab dem 12. Jahrhundert wurde der Stein für den Bau von Kirchen und Schlössern verwendet. Auch der Stephansdom in Wien, die Grazer Burg und das Grazer Landhaus wurden, zumindest teilweise, mit Aflenzer Sandstein gebaut.
Weil der ursprüngliche Eingang verstürzt war, wurde um die vorige Jahrhundertwende daneben ein Portal errichtet. Zu dieser Zeit wurden bis zu 7 m³ große Blöcke gewonnen.

### Zweiter Weltkrieg

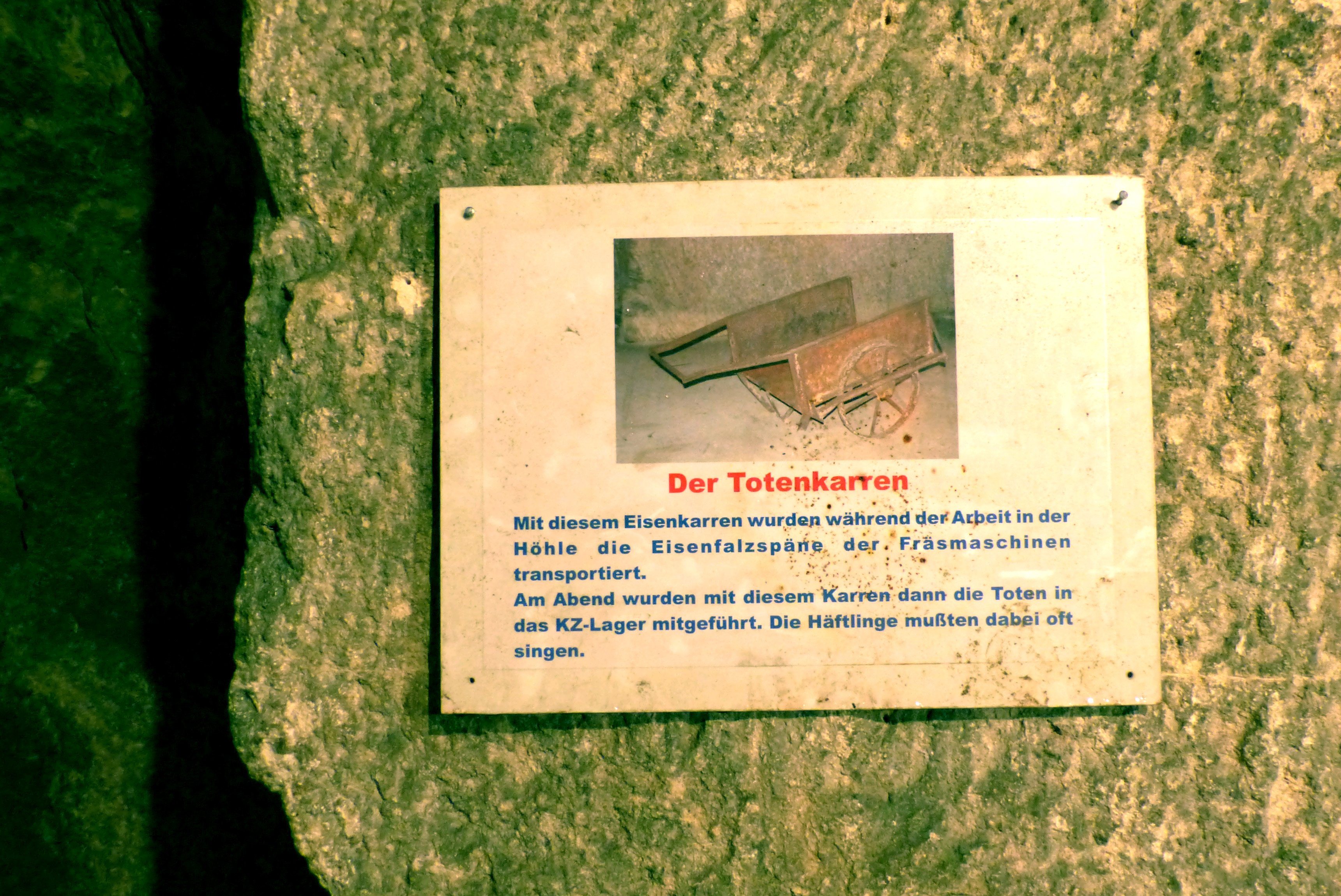
Infotafel Der Totenwagen. Aus der Zeit als Konzentrationslager

Im Zweiten Weltkrieg in den Jahren 1943–1945 wurde in den „Römerhöhlen“ ein ‚bombensicherer‘ Rüstungsbetrieb, der Flugzeug- und Panzer-Motoren für die deutsche Wehrmacht produzierte, eingerichtet. Mit großem Aufwand wurde in kurzer Zeit ein Zweigbetrieb der Thondorfer Flugzeugwerke Steyr Daimler Puch in den Berg verlegt. Es wurde das Konzentrationslager Aflenz als Außenlager des KZ Mauthausen eingerichtet, dessen Insassen zur Zwangsarbeit eingesetzt wurden. Über 500 Menschen verloren dabei ihr Leben.
Es wurden Hallen aufgefahren, ein Pfeilerbau mit etwa 20.000 m² Grundfläche, 12 m Spannweite und 6–8 m Höhe.
In dieser Zeit wurden auch Stollen hinüber an das Sulmufer (Sulmleite) getrieben. Diese sind heute verschlossen. Die Bau- und Sprengmaßnahmen des Zweiten Weltkriegs haben den Gesteinskörper in diesen Bereichen nachhaltig geschädigt.
Nach Kriegsende wurde der Rüstungsbetrieb demontiert. Eine ursprünglich geplante Sprengung der Stollen-Anlage wurde von der britischen Besatzungsmacht verhindert, die den Wert des Materials erkannte. Für den Wiederaufbau von im Krieg zerstörten Gebäuden wurde der Abbau von Sandstein wieder aufgenommen. Der Stephansdom, die Wiener Staatsoper, das Schloss Belvedere in Wien und die Doppelwendeltreppe in der Grazer Burg wurden teilweise mit Aflenzer Sandstein restauriert. Danach wurde der Steinbruch stillgelegt.

### Wiederaufnahme des Abbaus
Im Jahre 1988 wurde der stillgelegte Steinbruch von der Firma Stein von Grein erworben. Ab diesem Zeitpunkt wurden wieder ca. 200 m³ Sandstein pro Jahr abgebaut.
Insgesamt wurden dem Steinbruch im Laufe seiner 2000-jährigen Geschichte 150.000 m³ Stein entnommen. Heute wird der Sandstein nurmehr in Kleinmengen hauptsächlich für Renovierungsarbeiten historischer Gebäude verwendet.

## Schaubergwerk und Veranstaltungsort
Ein Teil des Bergwerks ist als Schaubergwerk mit Museum eingerichtet und mit Führungen zugänglich. Anlässlich der Landesausstellung 2004 besuchten mehr als 38.000 Personen die Römerhöhle.
Seit 1989 wird das Bergwerk auch als Konzert- und Theatersaal genutzt.

## Naturschutz
Das Bergwerk hat eine gute Population an Fledermäusen, Kleine Hufeisennase im kleinen Unteren Römerbruch, Großes Mausohr, Kleine und Große Hufeisennase sowie Wimperfledermaus im Großen Römerbruch.
Seit 1977 besteht beim unteren Römerbruch Naturschutz. Dieses Naturschutzgebiet, als Wagna, KG.Aflenz (Langflügelfledermauskolonie) oder neuer Höhle mit Fledermausvorkommen KG Aflenz geführt (NSG lit.c 11; GZ S. 568/1977), umfasst ein kleines Areal mit 1470 m² rund um den alten Stolleneingang.
Die Langflügelfledermaus, für die der Naturschutz geschaffen wurde, hat in Südostösterreich ihr äußerstes Verbreitungsgebiet, galt aber seit Ende des 20. Jahrhunderts in Österreich  als gänzlich verschollen. Das Schutzgebiet wurde wegen der anderen Fledermäuse trotzdem beibehalten, und die Langflügelfledermaus in der Bezeichnung weggelassen.

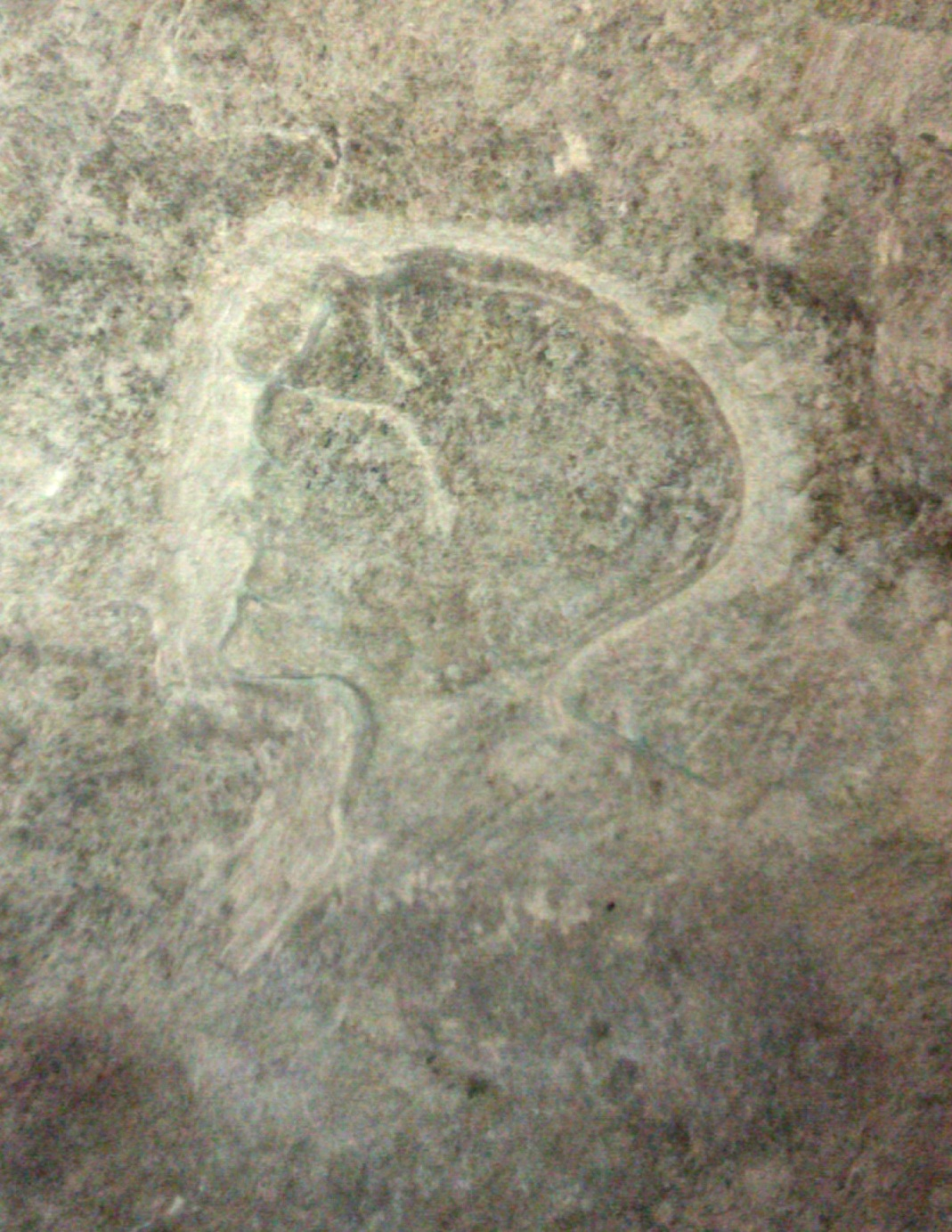
Frauenkopf, vermutlich angefertigt von einem Zwangsarbeiter während des Zweiten Weltkrieges
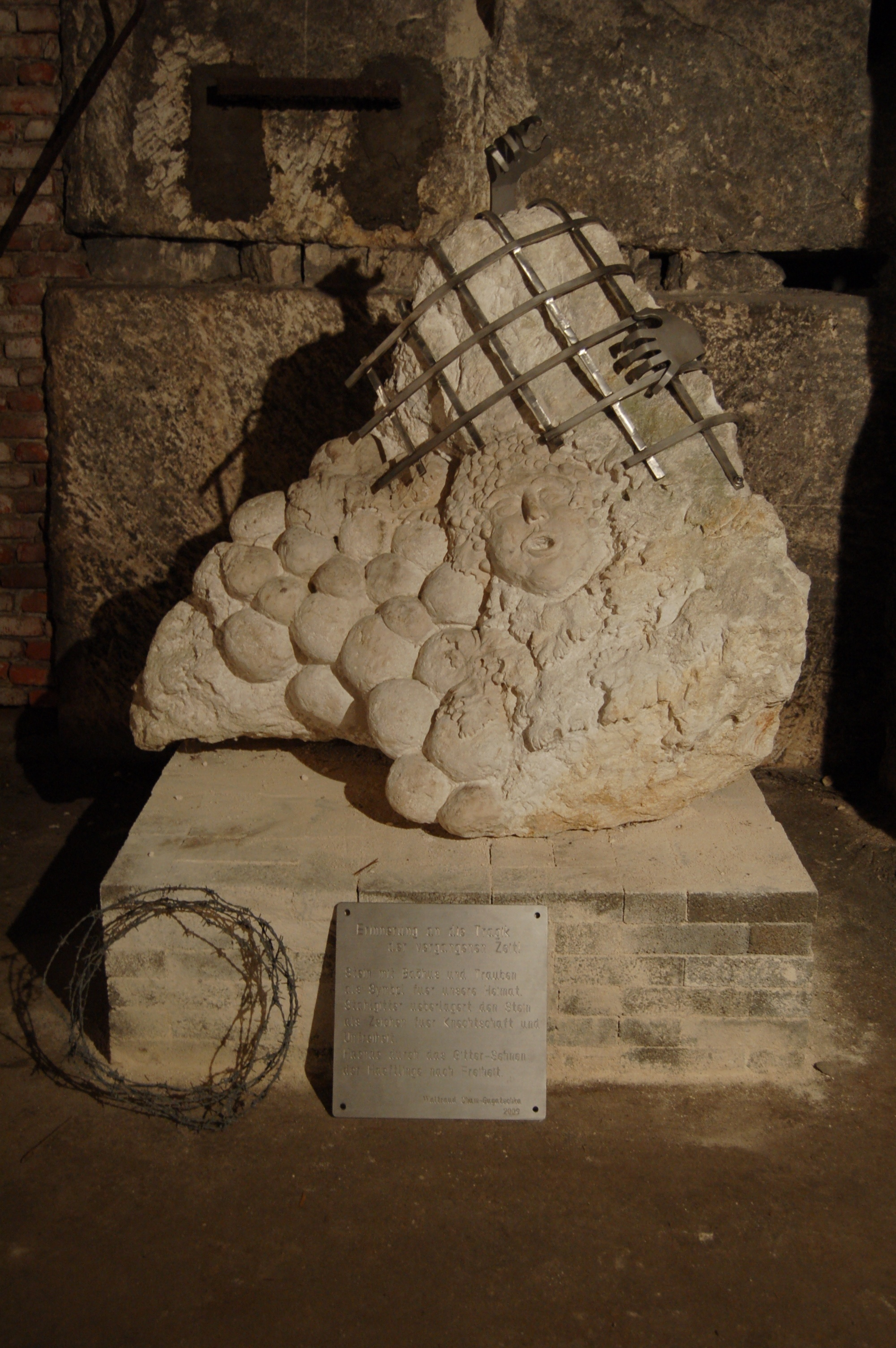
Denkmal für Opfer
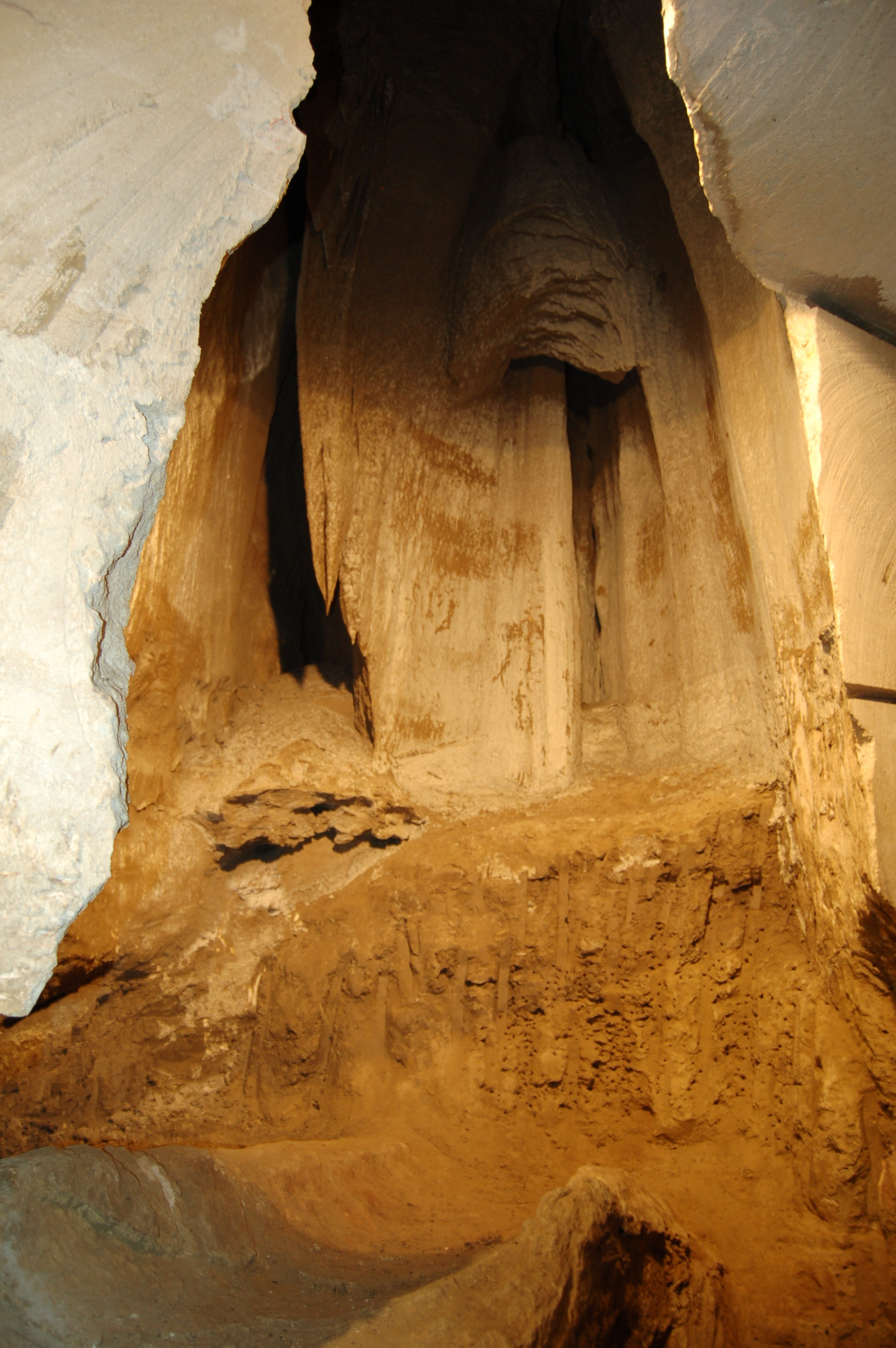
Tropfstein
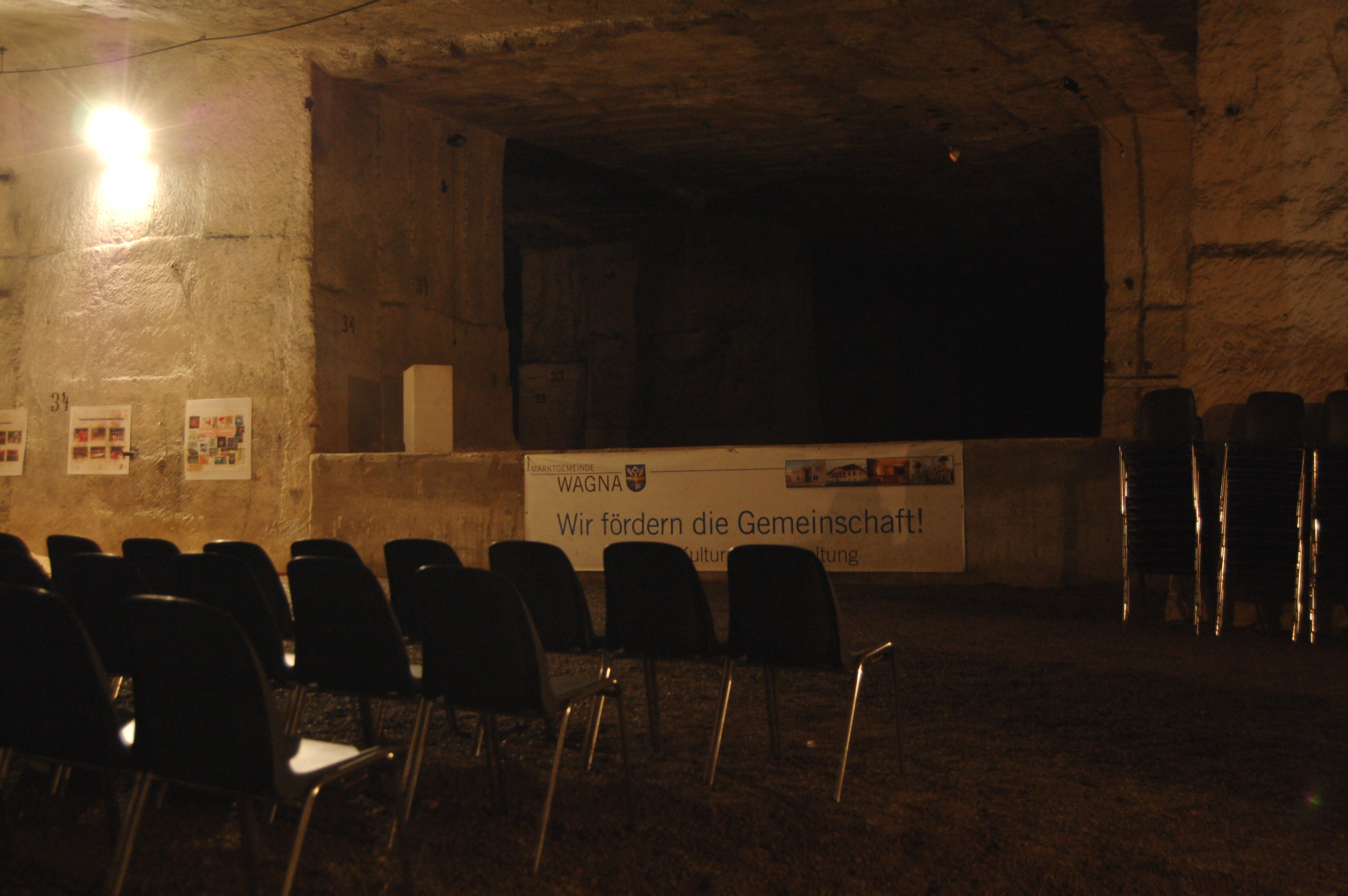
Bühne
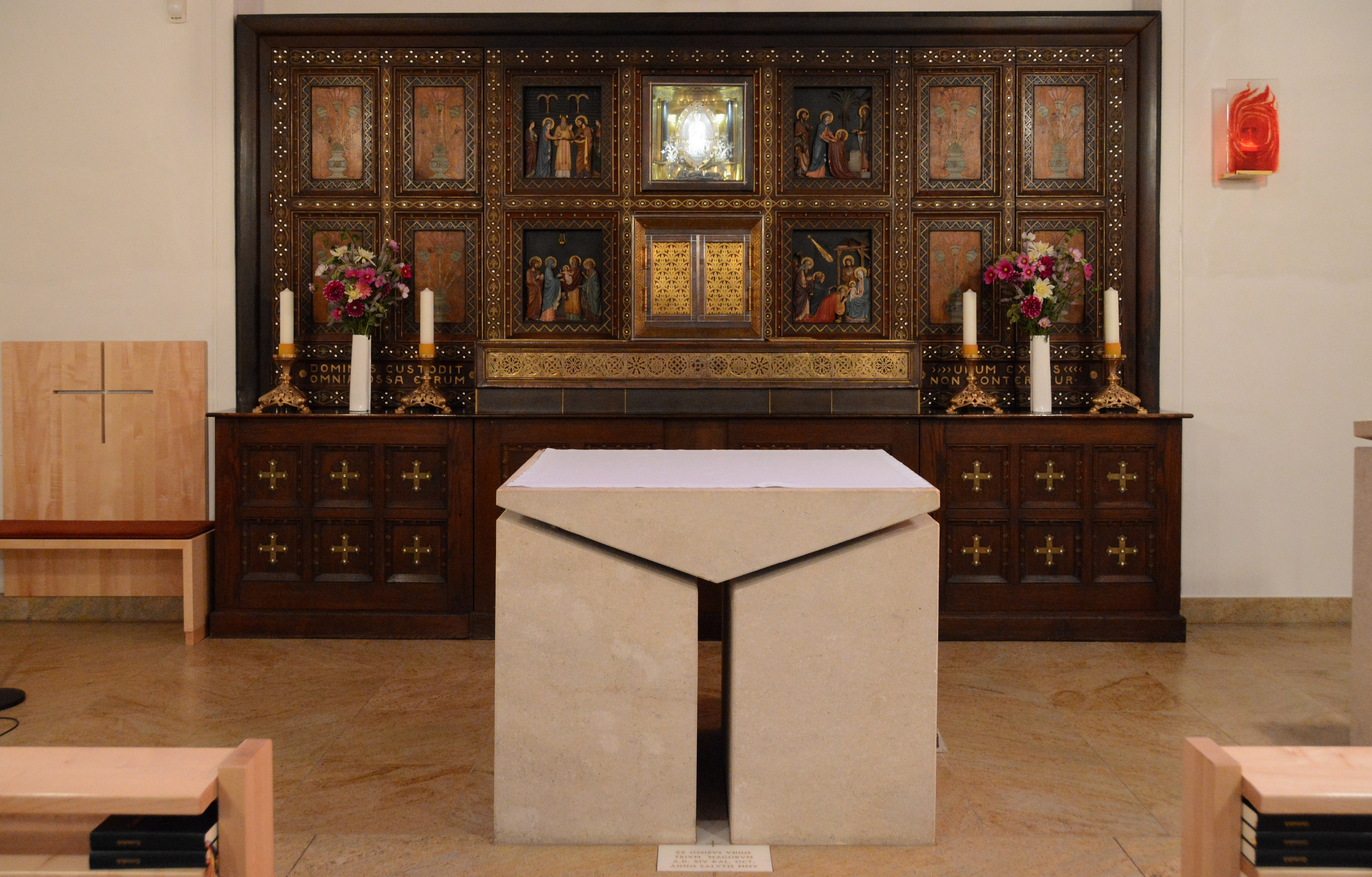
Basilika Seckau, Gnadenkapelle, Altartisch aus Aflenzer Sandstein (2005)